# Rote Liste gefährdeter Salzwasserfische Japans
Die Rote Liste gefährdeter Salzwasserfische Japans wurde 2017 erstmals vom Japanischen Umweltministerium veröffentlicht. Sie ist Teil der Roten Liste gefährdeter Meereslebewesen Japans. Andere Listen wurden zu den Kategorien Krebstiere, Korallen, Weichtiere und andere Wirbellose veröffentlicht.

## Vom Aussterben bedroht (CR)
8 Arten:

- Heteroconger polyzona ゼブラアナゴ
- Thryssa baelama オオイワシ
- Plectropomus areolatus オオアオノメアラ

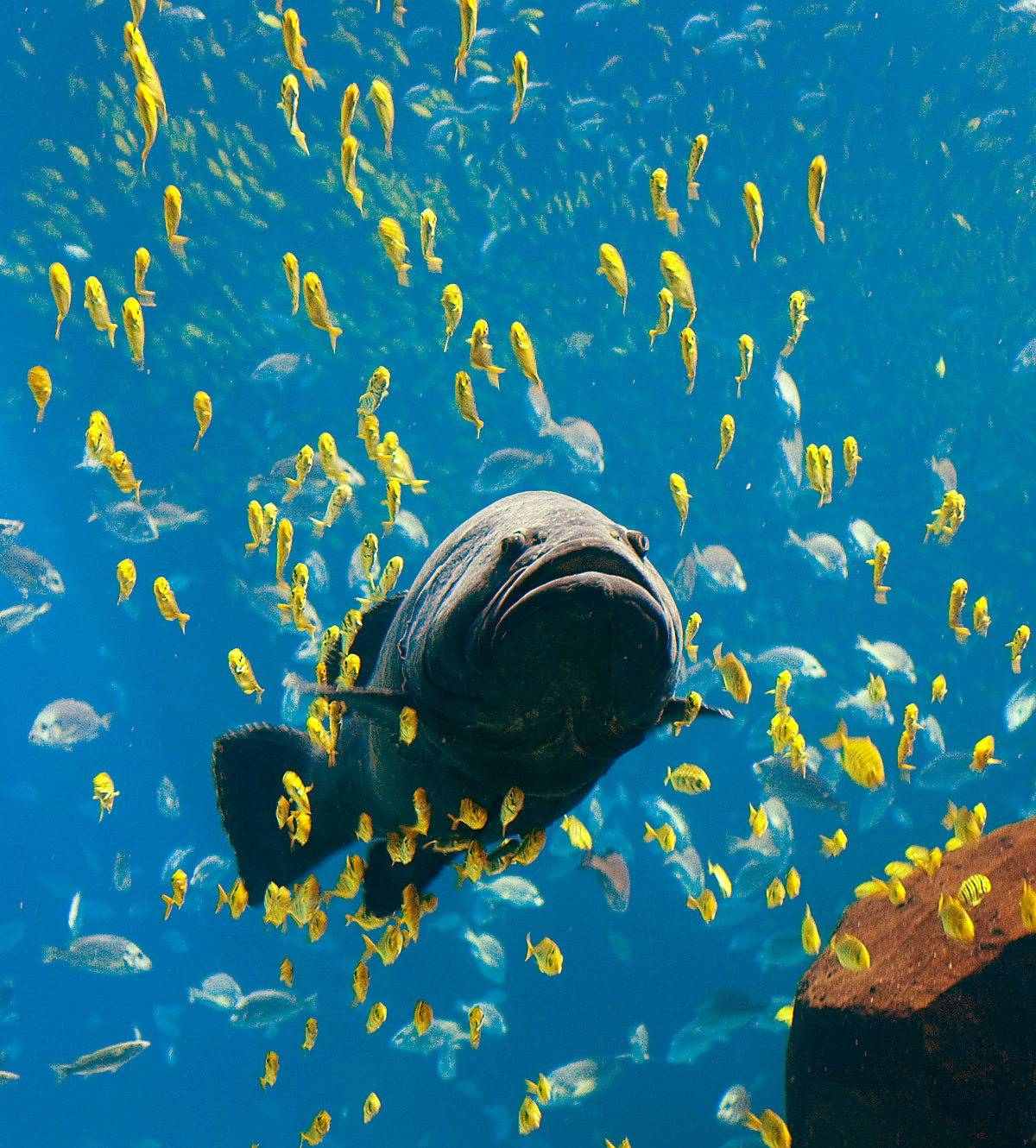
Dunkler Riesenzackenbarsch

- Dunkler Riesenzackenbarsch (Epinephelus lanceolatus タマカイ)
- Epinephelus tukula カスリハタ
- Pantherfisch (Chromileptes altivelis サラサハタ)
- Eleutherochir opercularis オオクチヌメリ
- Eleutherochir mccaddeni クシヒゲヌメリ

## Stark gefährdet (EN)
6 Arten:

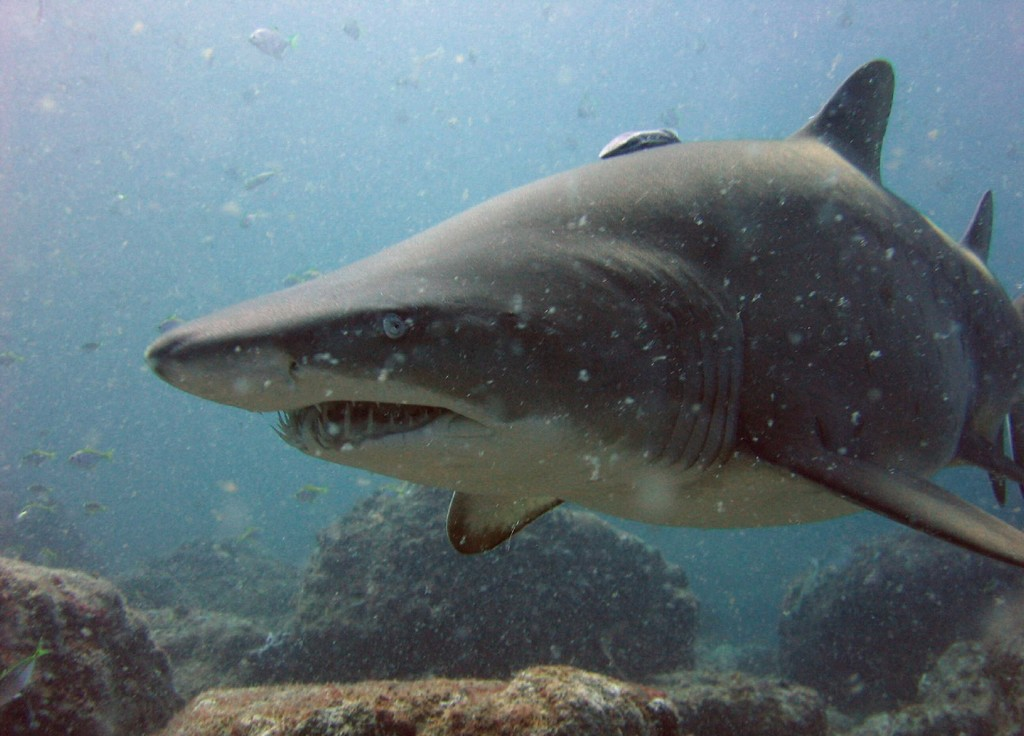
Sandtigerhai

- Sandtigerhai (Carcharias taurus シロワニ)
- Epinephelus miliaris ホウセキハタモドキ
- Nibea albiflora コイチ
- Bolbometopon muricatum カンムリブダイ
- Barbuligobius boehlkei イトヒゲモジャハゼ
- Takifugu chinensis カラス

## Gefährdet (VU)
2 Arten:

- Plectropomus laevis コクハンアラ
- Acanthopagrus chinshira オキナワキチヌ

## Potentiell gefährdet (NT)
89 Arten:

- Eptatretus atami クロヌタウナギ
- Mustelus manazo ホシザメ
- Mustelus griseus シロザメ
- Hemitriakis japanica エイラクブカ
- Carcharhinus tjutjot スミツキザメ
- Squalus mitsukurii フトツノザメ

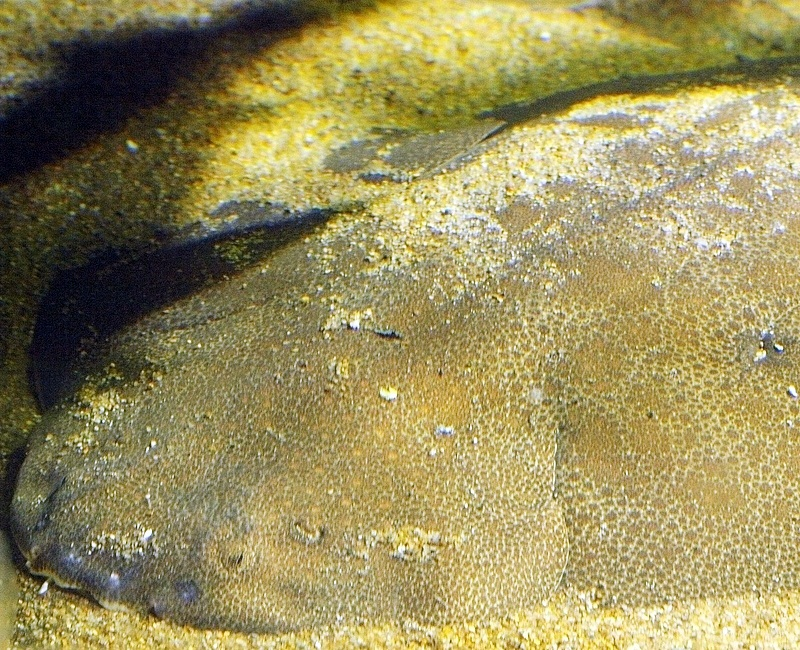
Japanischer Engelhai

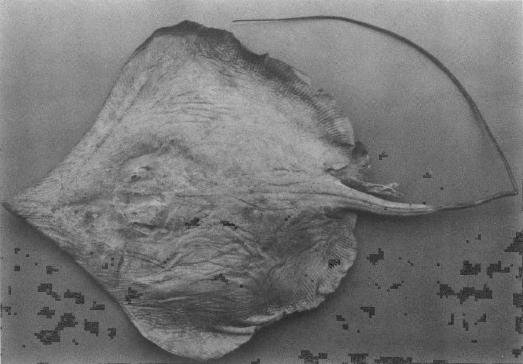
Dasyatis acutirostra

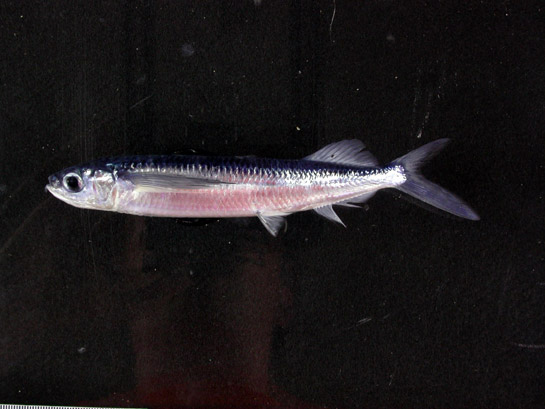
Oxyporhamphus micropterus

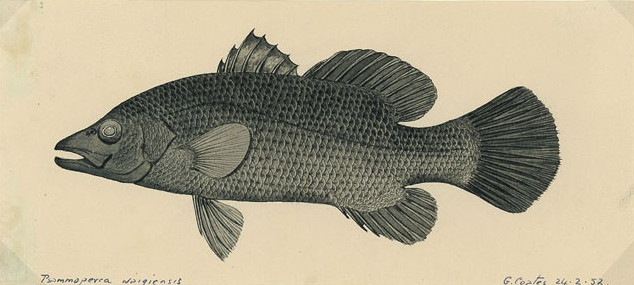
Psammoperca waigiensis

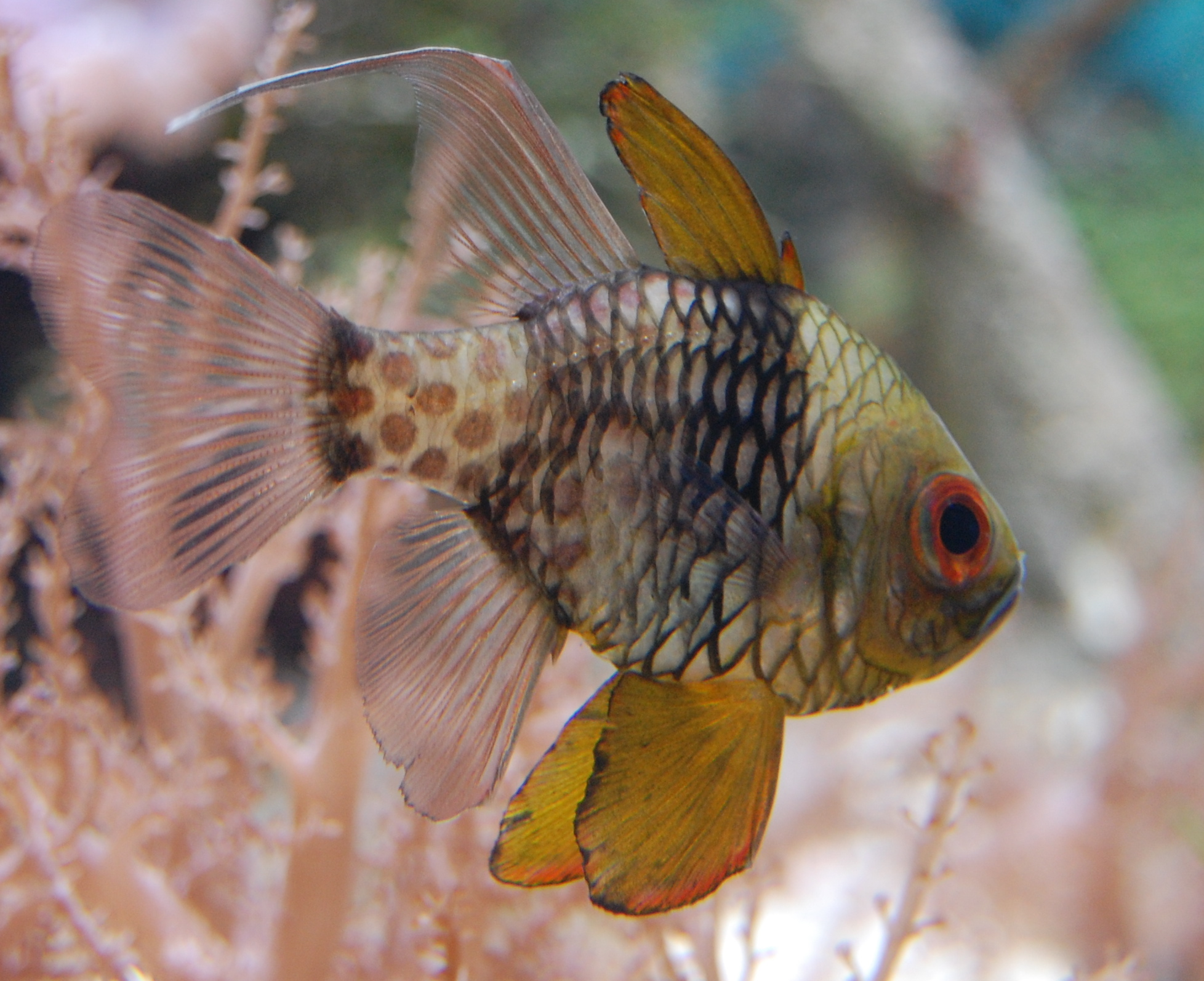
Pyjama-Kardinalbarsch

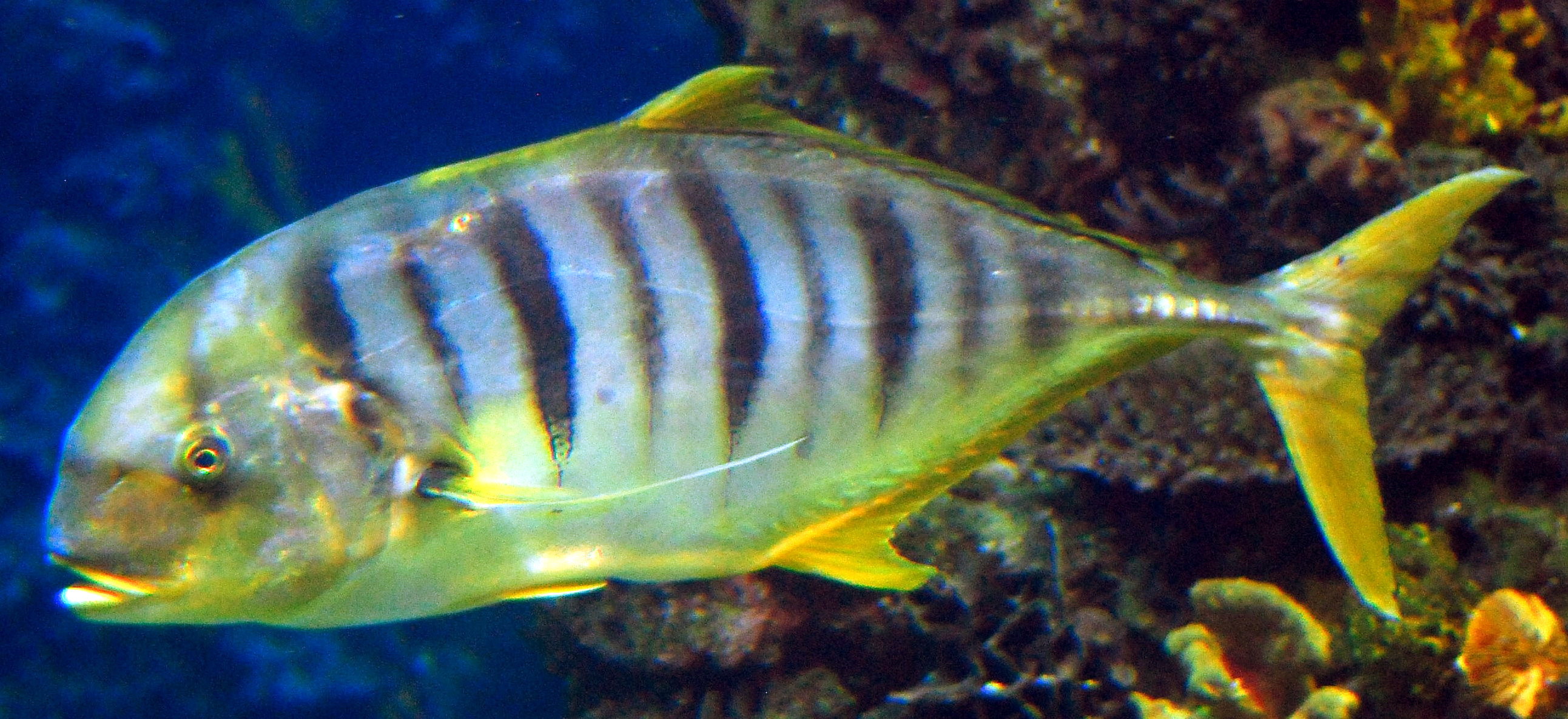
Schwarzgoldene Pilotmakrele

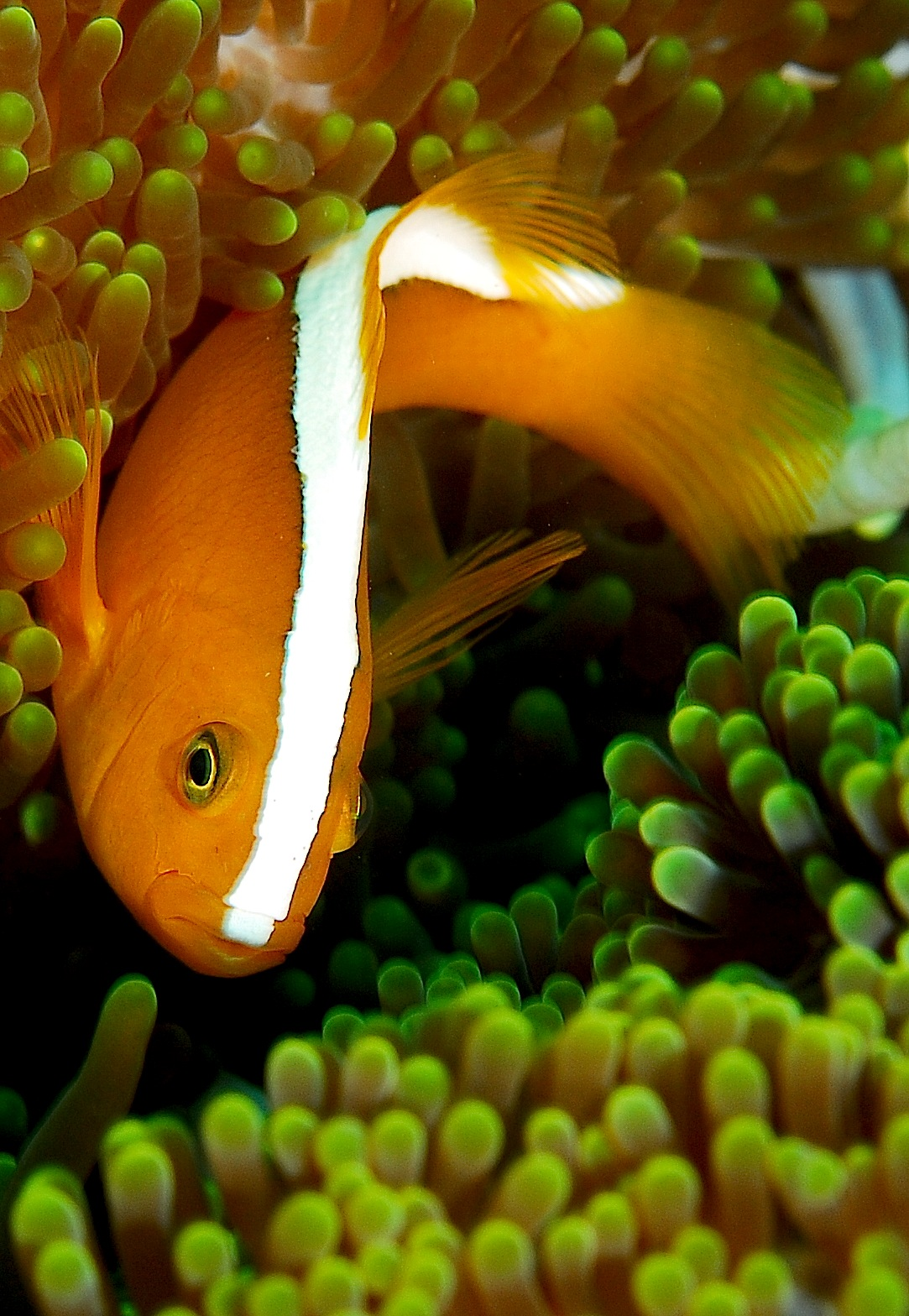
Oranger Anemonenfisch

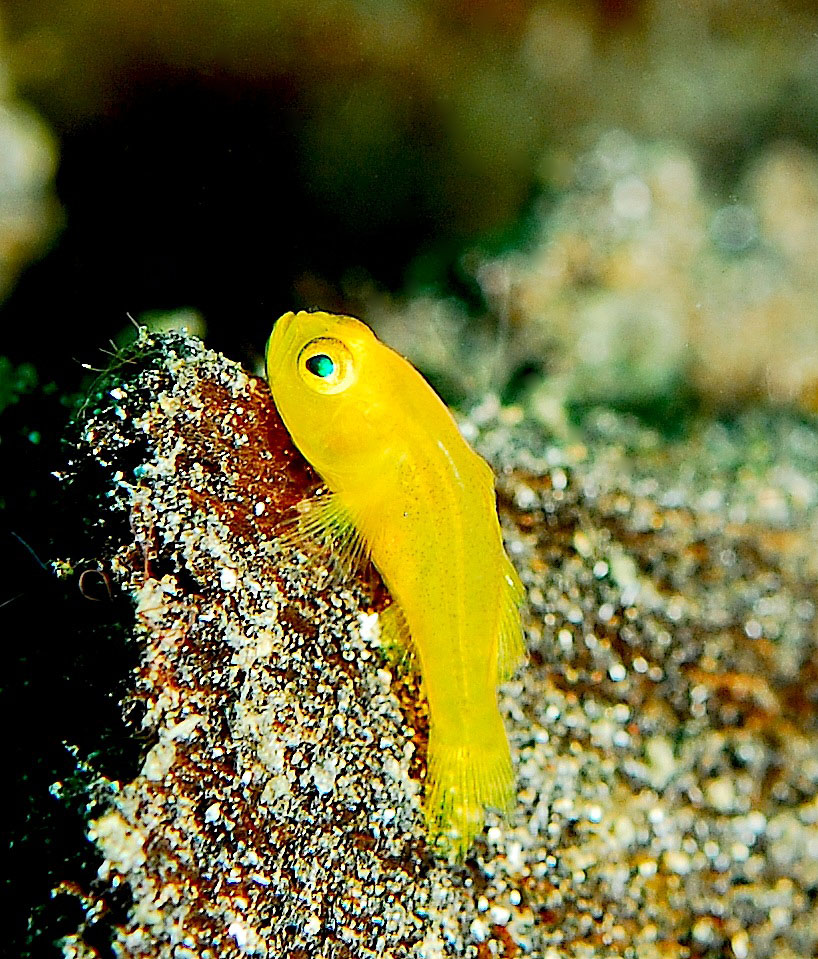
Gelbe Korallengrundel

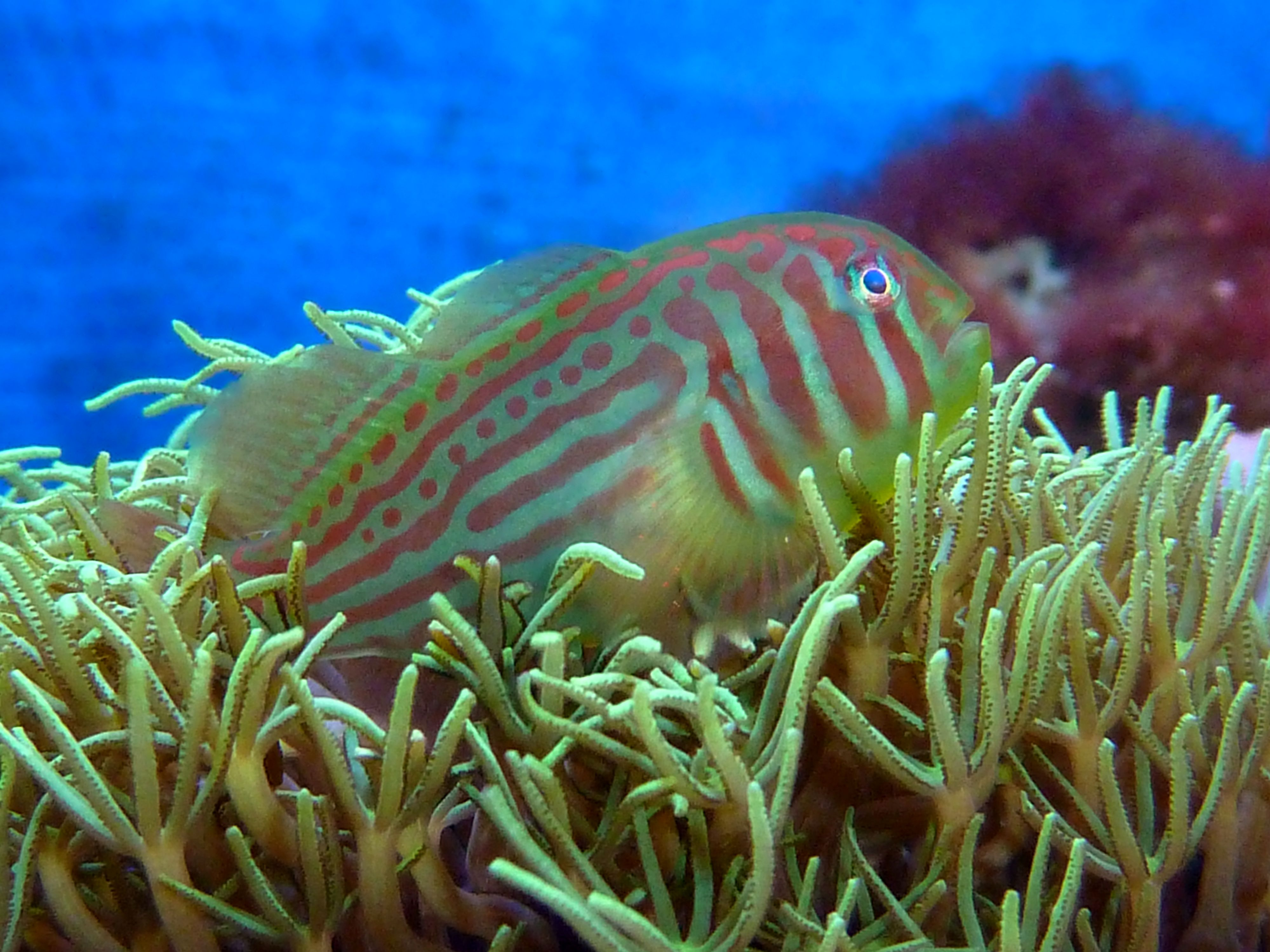
Blaupunkt-Korallengrundel

- Japanischer Engelhai (Squatina japonica カスザメ)
- Rhinobatos hynnicephalus コモンサカタザメ
- Platyrhina tangi ウチワザメ
- Bathyraja smirnovi ドブカスベ
- Raja pulchra メガネカスベ
- Dipturus kwangtungensis ガンギエイ
- Okamejei meerdervoortii メダマカスベ
- Okamejei boesemani イサゴガンギエイ
- Okamejei acutispina モヨウカスベ
- Dasyatis acutirostra ヤジリエイ
- Aetobatus narutobiei ナルトビエイ
- Robinsia catherinae カワリアナゴ
- Gymnothorax richardsonii モバウツボ
- Aulichthys japonicus クダヤガラ
- Bulbonaricus brauni チンヨウジウオ
- Urocampus carinirostris ミナミオクヨウジ
- Oxyporhamphus micropterus micropterus サヨリトビウオ
- Hozukius guyotensis ベニメヌケ
- Sebastes melanostictus アラメヌケ
- Sebastes borealis ヒレグロメヌケ
- Sebastes baramenuke バラメヌケ
- Sebastes flammeus サンコウメヌケ
- Sebastes iracundus オオサガ
- Sebastes oblongus タケノコメバル
- Sebastapistes tinkhami ニラミカサゴ
- Sebastapistes cyanostigma カスリフサカサゴ
- Caracanthus maculatus ダンゴオコゼ
- Caracanthus unipinna ワタゲダンゴオコゼ
- Parabembras curtus ウバゴチ
- Psammoperca waigiensis アカメモドキ
- Epinephelus tauvina ヒトミハタ
- Pyjama-Kardinalbarsch (Sphaeramia nematoptera マンジュウイシモチ)
- Schwarzgoldene Pilotmakrele (Gnathanodon speciosus コガネシマアジ)
- Lutjanus sebae センネンダイ
- Symphorichthys spilurus イレズミフエダイ
- Symphorus nematophorus イトヒキフエダイ
- Gerres ryukyuensis ヤンバルサギ
- Nemipterus peronii シャムイトヨリ
- Lethrinus erythracanthus アマクチビ
- Lethrinus miniatus アマミフエフキ
- Lethrinus microdon オオフエフキ
- Lethrinus reticulatus ヤエヤマフエフキ
- Chaetodon reticulatus ハクテンカタギ
- Chaetodon oxycephalus ヒメフウライチョウチョウウオ
- Oranger Anemonenfisch (Amphiprion sandaracinos セジロクマノミ)
- Choerodon schoenleinii シロクラベラ
- Labrichthys unilineatus クロベラ
- Cheilinus undulatus メガネモチノウオ
- Zoarchias macrocephalus シンジュカズナギ
- Paratrypauchen sp. (wakae-Typ) アカウオ
- Paratrypauchen sp. (microcephalus-Typ) アカウオ
- Amblychaeturichthys sciistius コモチジャコ
- Amblychaeturichthys hexanema アカハゼ
- Siphonogobius nue ヌエハゼ
- Gnatholepis yoshinoi ヒシヒレオオモンハゼ
- Gelbe Korallengrundel (Gobiodon okinawae キイロサンゴハゼ)
- Gobiodon axillaris セアカコバンハゼ
- Blaupunkt-Korallengrundel (Gobiodon histrio ベニサシコバンハゼ)
- Gobiodon erythrospilus シュオビコバンハゼ
- Gobiodon aoyagii アカテンコバンハゼ
- Gobiodon sp. 2 イレズミコバンハゼ
- Gobiodon sp. 3 コバンハゼ
- Gobiodon sp. アイコバンハゼ
- Gobiodon heterospilos イチモンジコバンハゼ
- Gobiodon rivulatus タスジコバンハゼ
- Gobiodon quinquestrigatu フタイロサンゴハゼ
- Gobiodon prolixus アワイロコバンハゼ
- Gobiodon oculolineatus クマドリコバンハゼ
- Gobiodon sp. 4 フタスジコバンハゼ
- Gobiodon fuscoruber ムジコバンハゼ（ヒトスジコバンハゼ）
- Gobiodon winterbottomi オオヒレコバンハゼ
- Gobiodon ater ヒメクロコバンハゼ
- Bathygobius peterophilus シジミハゼ
- Drombus simulus イッテンクロコハゼ
- Paragobiodon lacunicolus パンダダルマハゼ
- Paragobiodon kasaii カサイダルマハゼ
- Paragobiodon modestus ヨゴレダルマハゼ
- Paragobiodon melanosomus クロダルマハゼ
- Paragobiodon xanthosomus アカネダルマハゼ
- Paragobiodon echinocephalus ダルマハゼ
- Verasper variegatus ホシガレイ
- Cynoglossus abbreviatus コウライアカシタビラメ
- Takifugu porphyreus マフグ

## Unzureichende Datengrundlage (DD)
112 Arten:

- Myxine garmani ホソヌタウナギ
- Myxine paucidens オキナホソヌタウナギ
- Chimaera phantasma ギンザメ
- Hydrolagus barbouri ココノホシギンザメ
- Harriotta raleighana アズマギンザメ
- Rhinochimaera africana クロテングギンザメ
- Rhinochimaera pacifica テングギンザメ

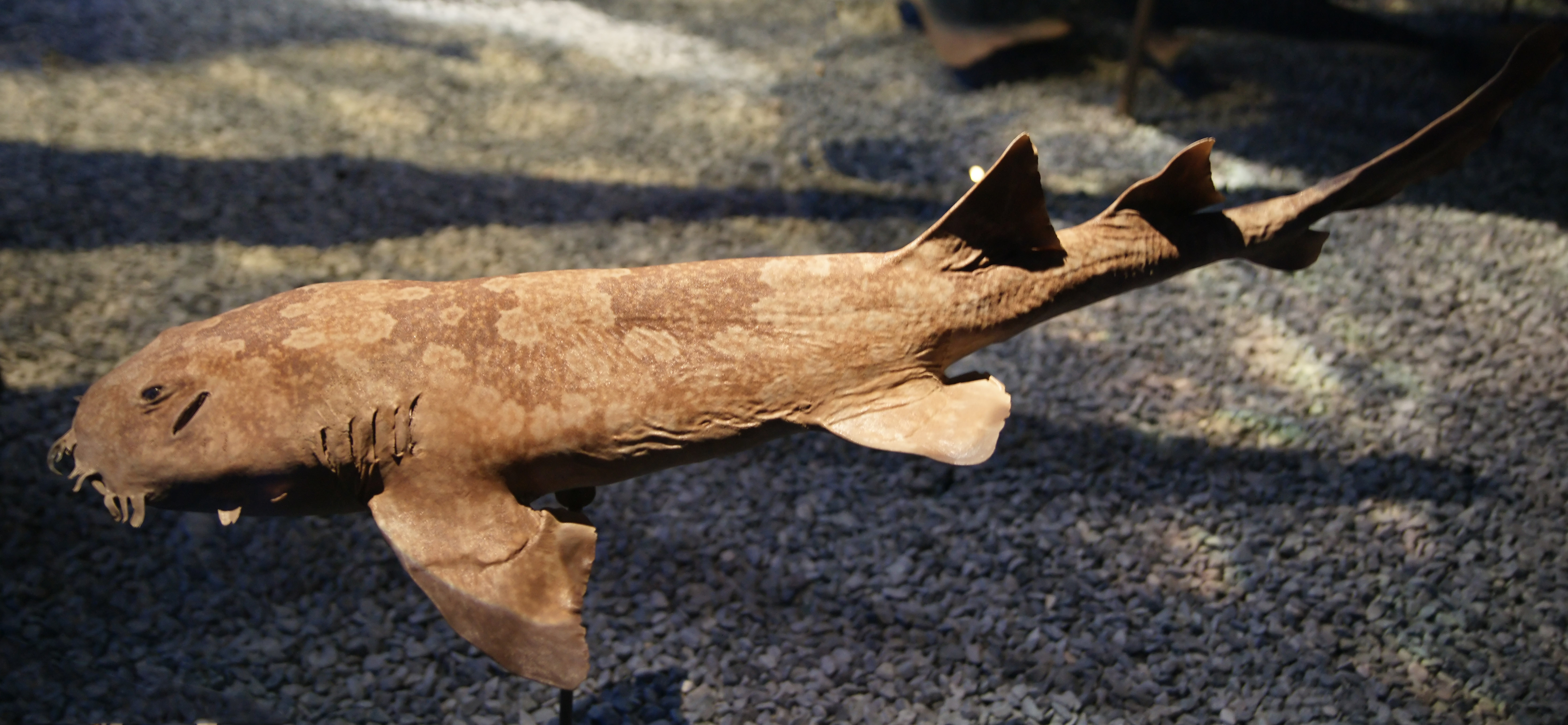
Japanischer Teppichhai

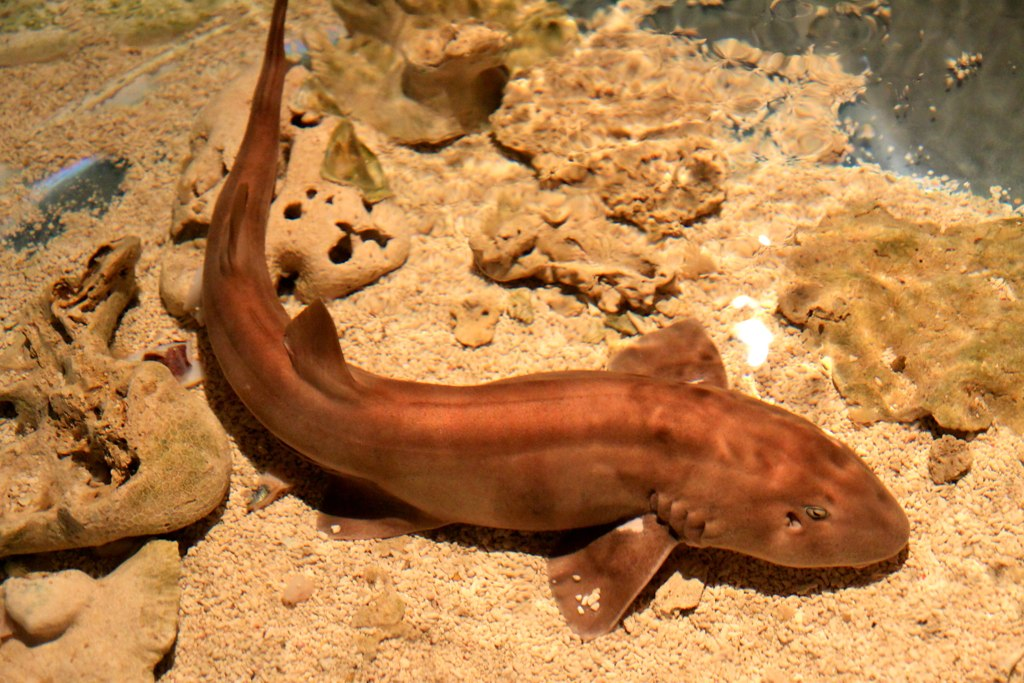
Braungebänderter Bambushai

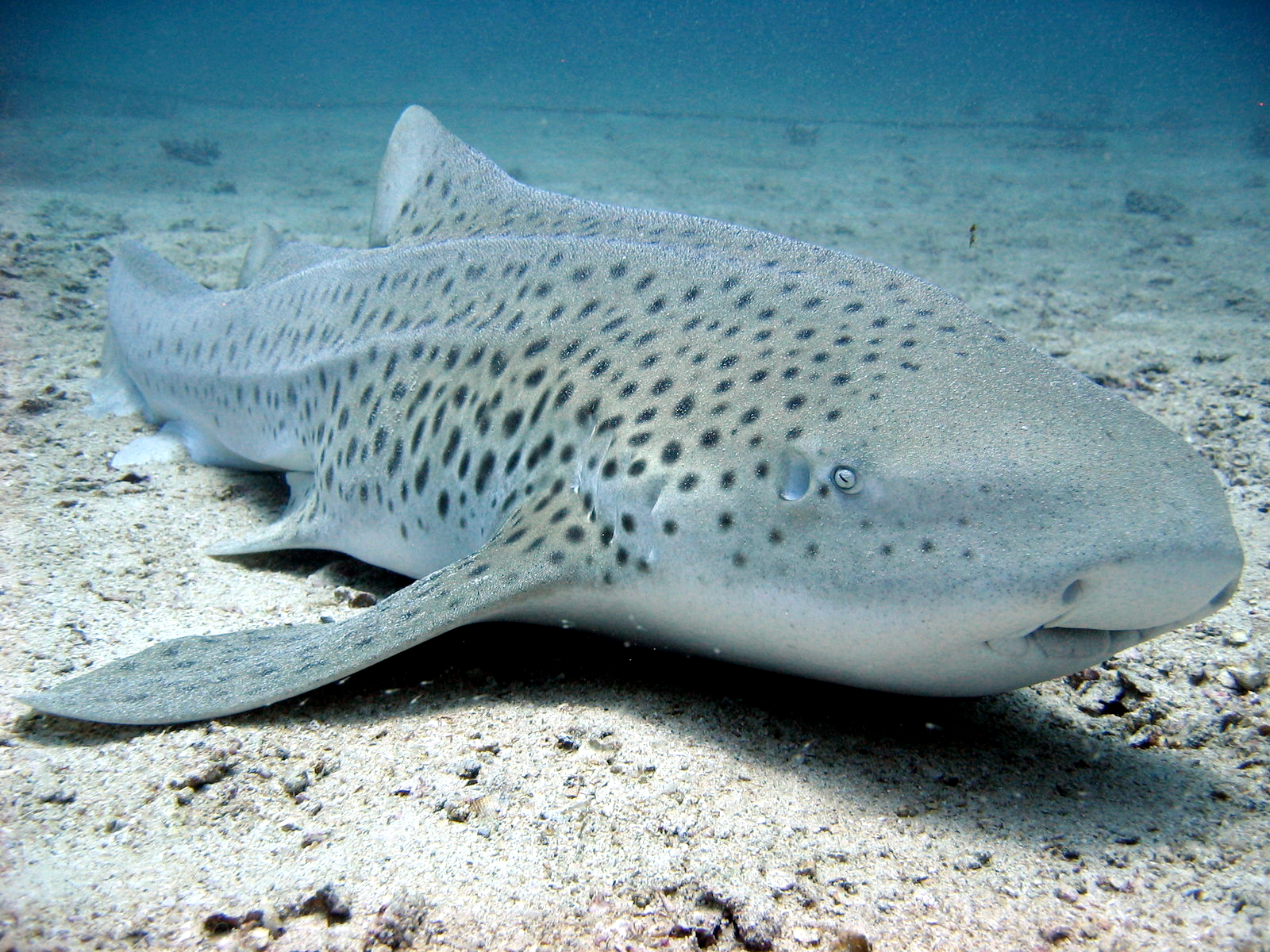
Zebrahai

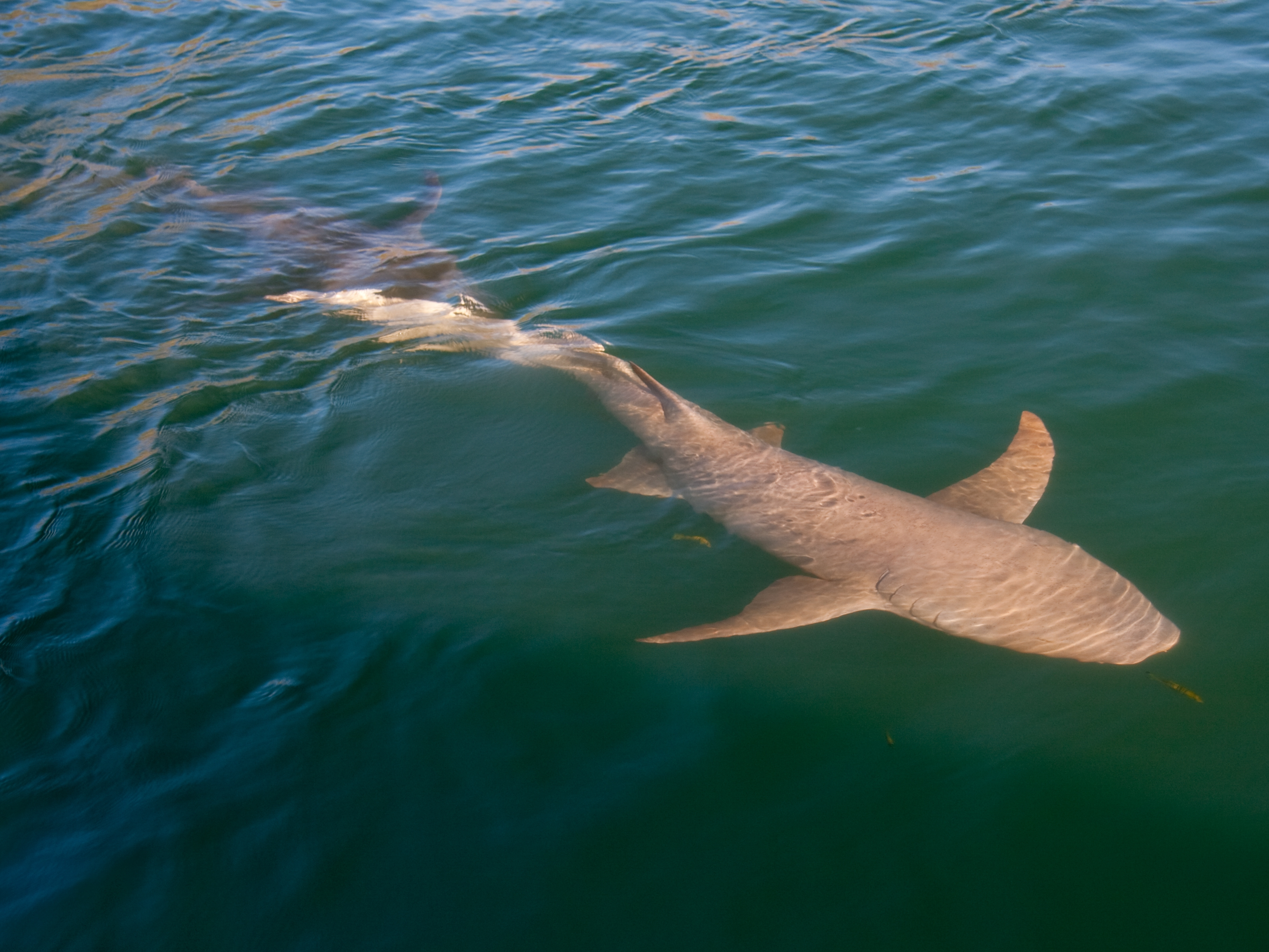
Indopazifischer Ammenhai

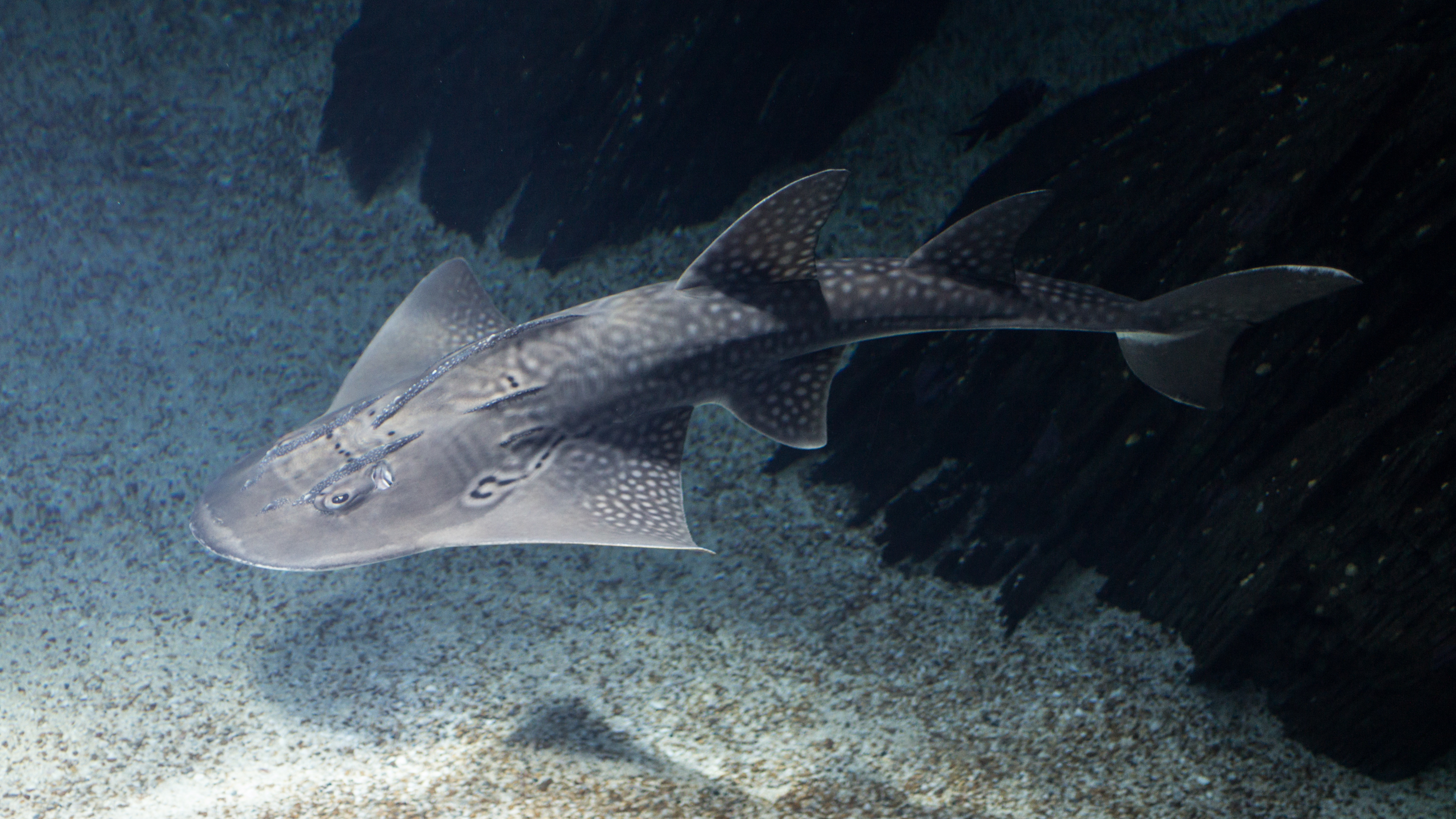
Rundkopf-Geigenrochen

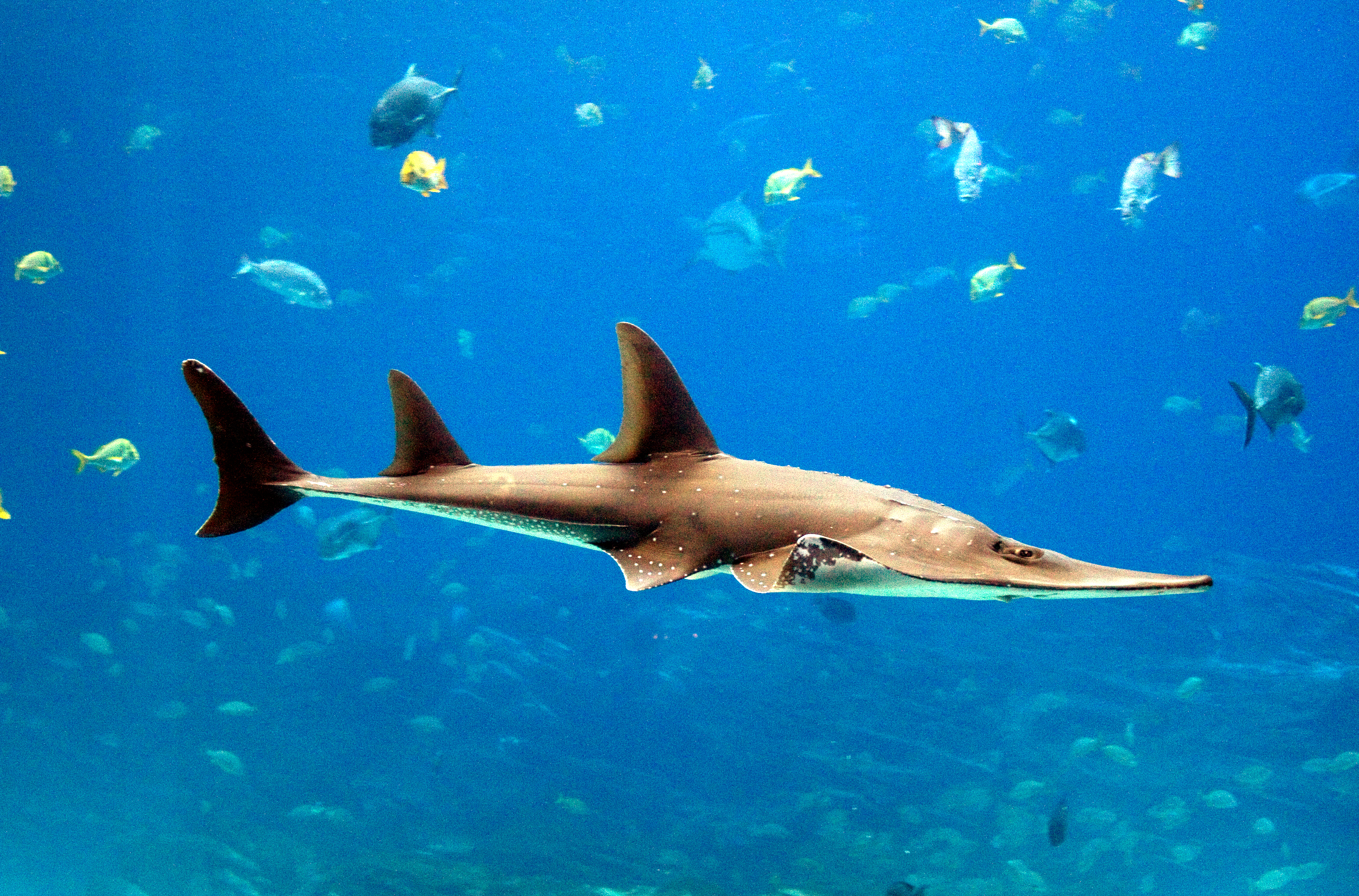
Großer Geigenrochen

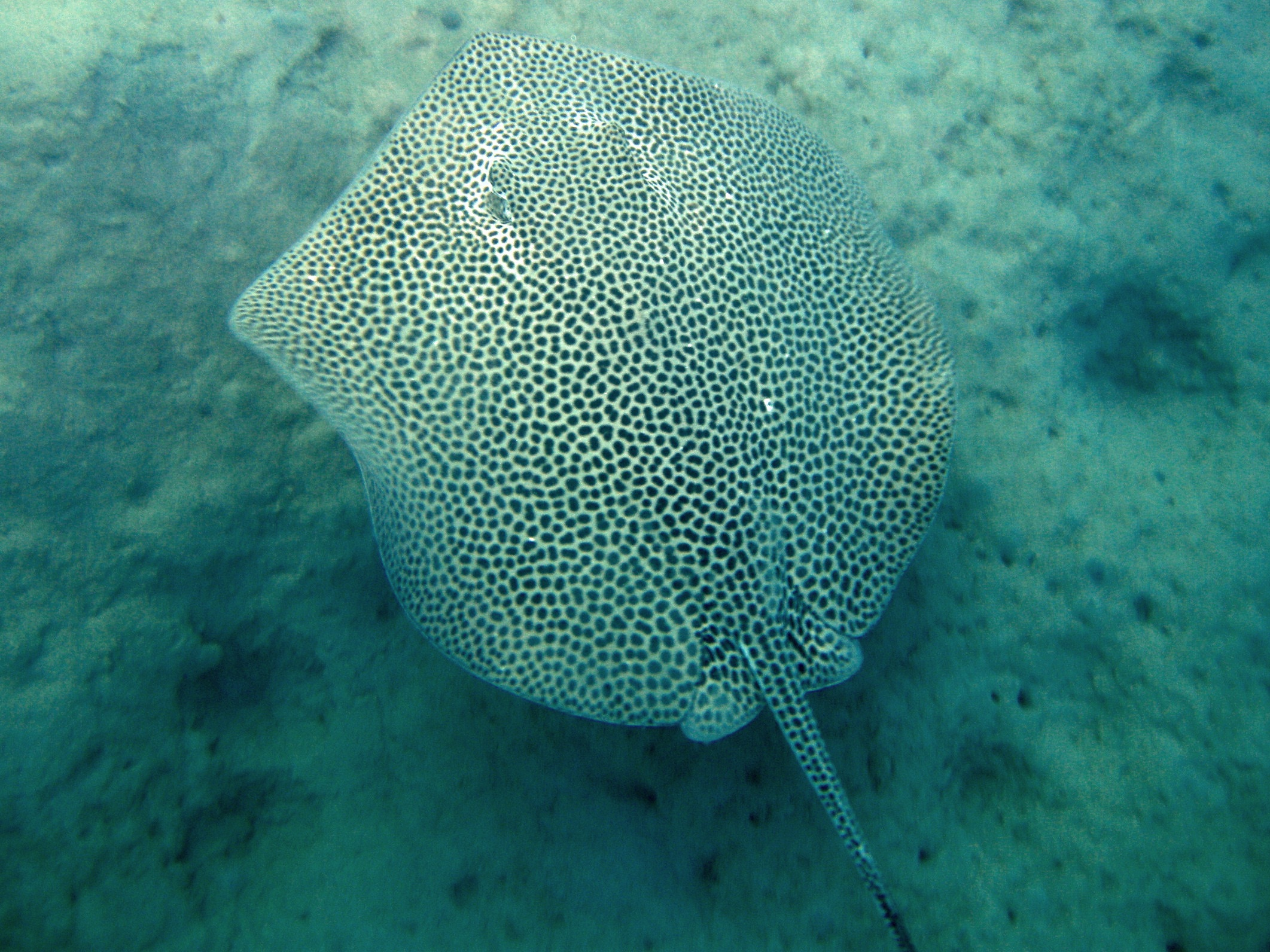
Indo-Australischer Tüpfelrochen

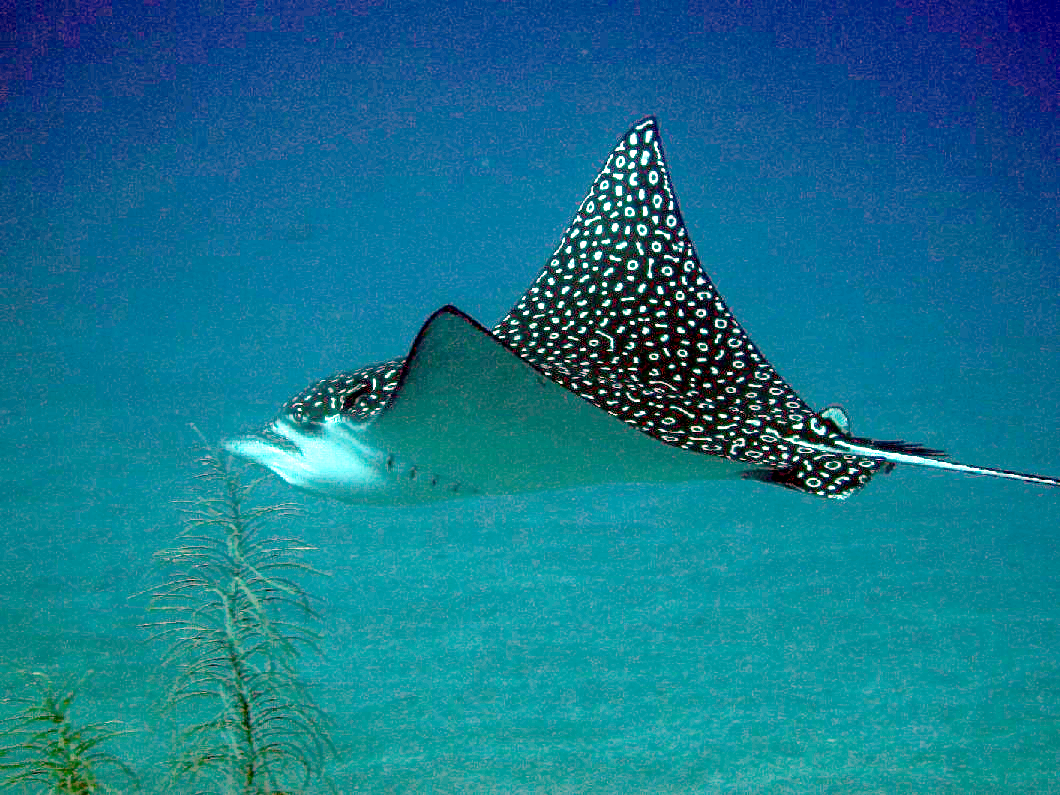
Gefleckter Adlerrochen

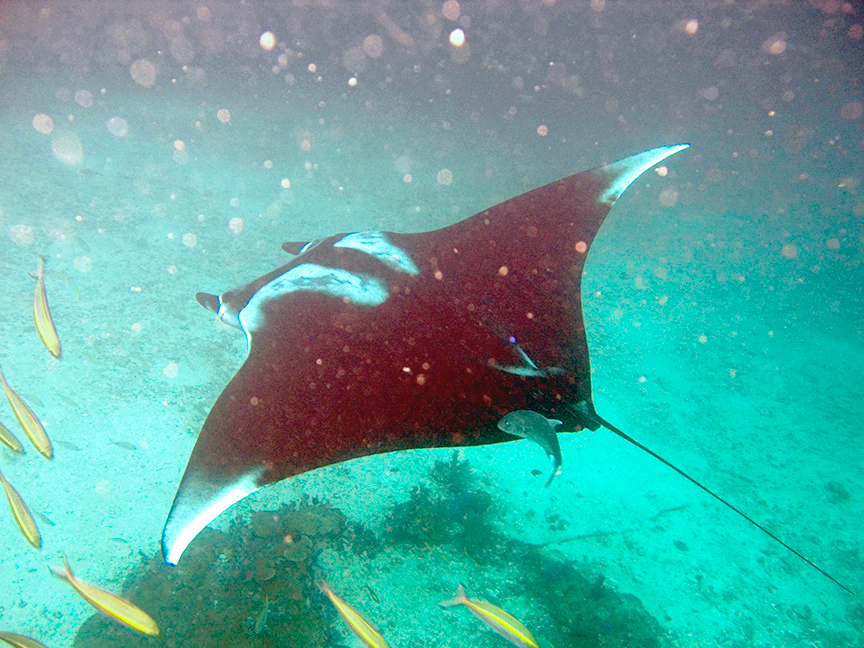
Riesenmanta

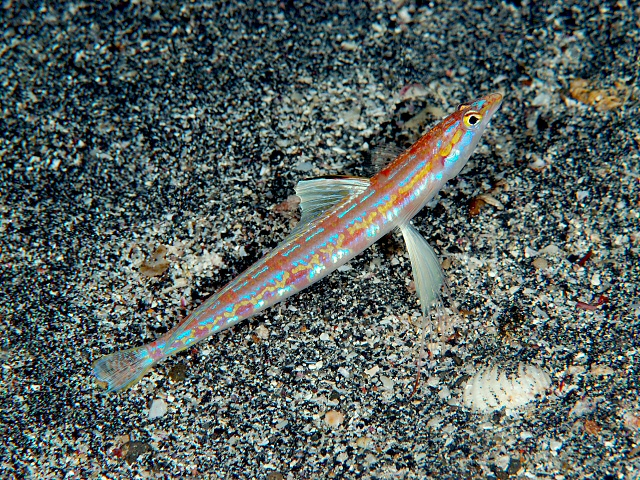
Pseudotrichonotus altivelis

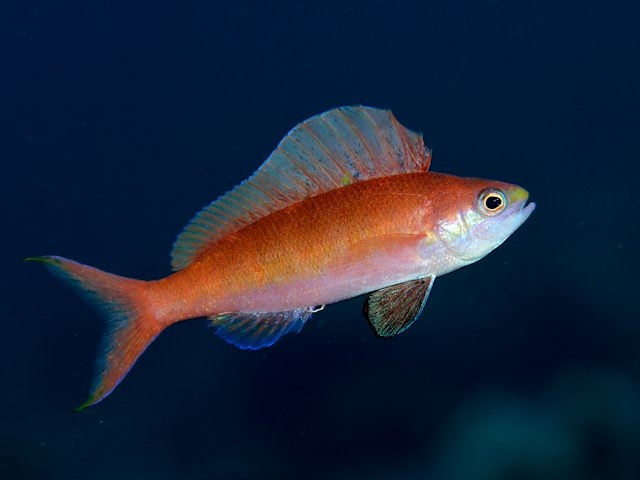
Rabaulichthys suzukii

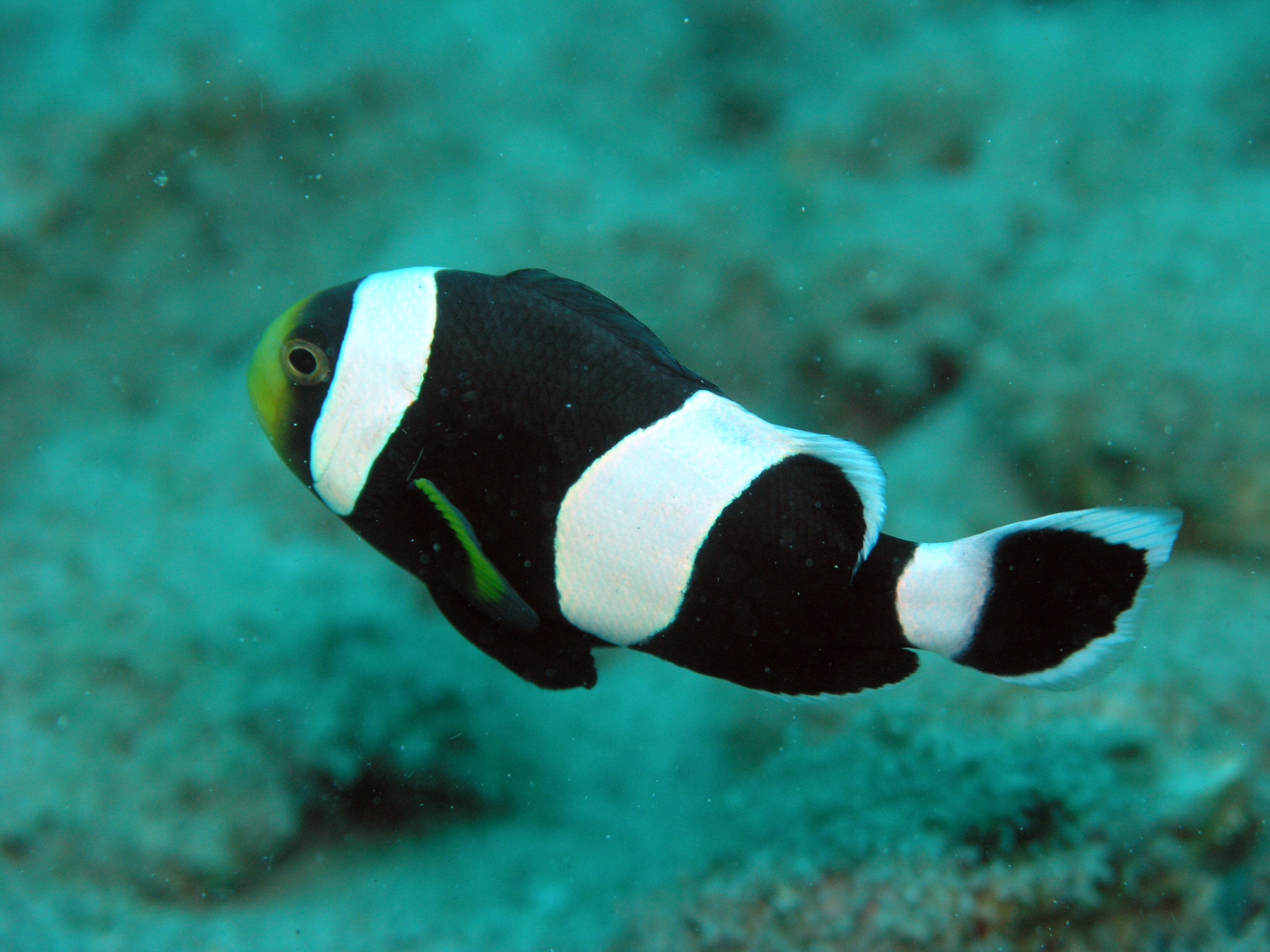
Sattelfleck-Anemonenfisch

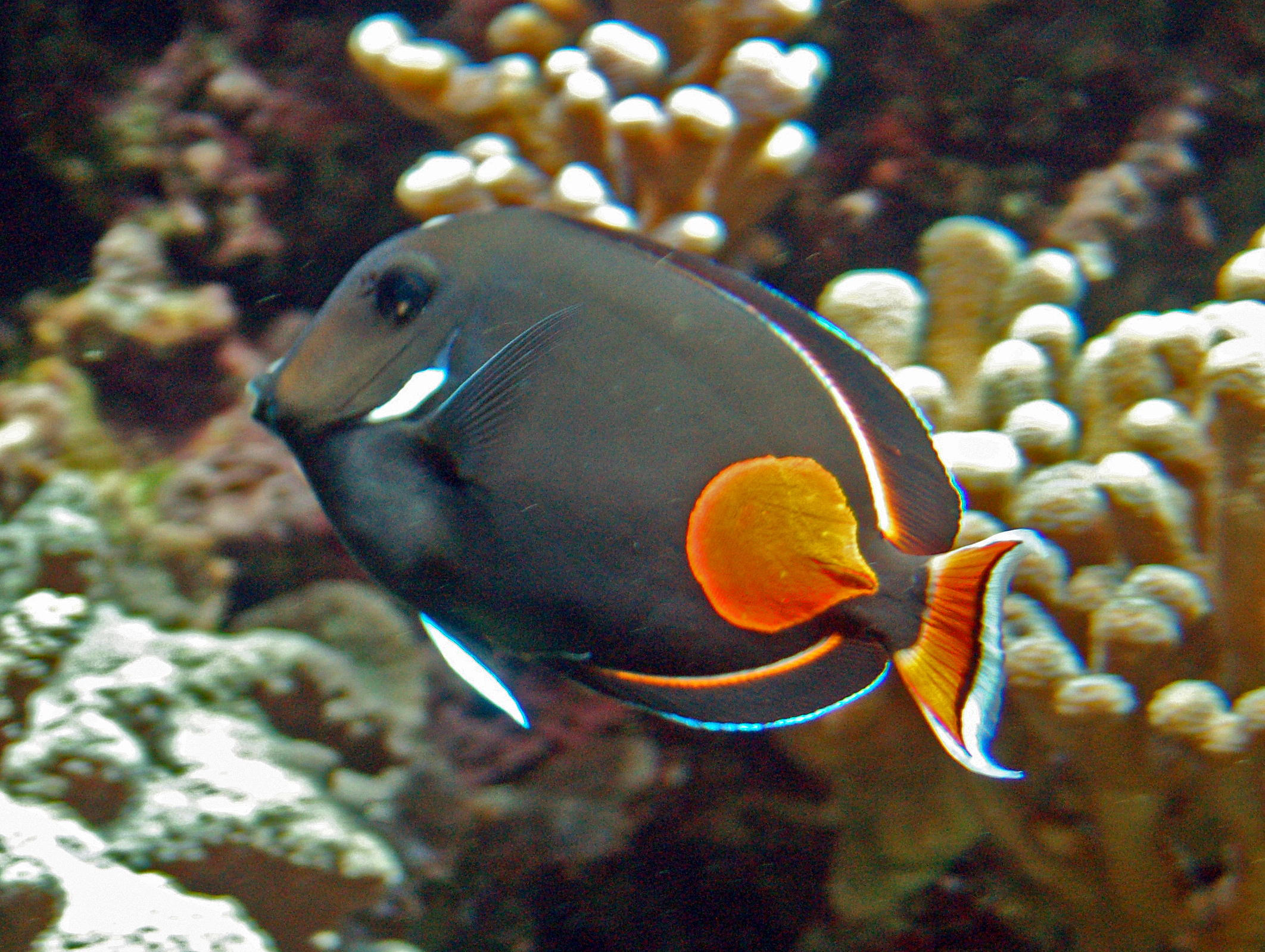
Achilles-Doktorfisch

- Japanischer Stierkopfhai (Heterodontus japonicus ネコザメ)
- Zebra-Stierkopfhai (Heterodontus zebra シマネコザメ)
- Japanischer Teppichhai (Orectolobus japonicus オオセ)
- Braungebänderter Bambushai (Chiloscyllium punctatum イヌザメ)
- Zebrahai (Stegostoma fasciatum トラフザメ)
- Indopazifischer Ammenhai (Nebrius ferrugineus オオテンジクザメ)
- Koboldhai (Mitsukurina owstoni ミツクリザメ)
- Schildzahnhai (Odontaspis ferox オオワニザメ)
- Riesenmaulhai (Megachasma pelagios メガマウスザメ)
- Cephaloscyllium umbratile ナヌカザメ
- Tigerhai (Galeocerdo cuvier イタチザメ)
- Silberspitzenhai (Carcharhinus albimarginatus ツマジロ)
- Carcharhinus brachyuru クロヘリメジロザメ
- Großer Schwarzspitzenhai (Carcharhinus brevipinna ハナザメ)
- Sandbankhai (Carcharhinus plumbeus メジロザメ（ヤジブカ）)
- Galapagoshai (Carcharhinus galapagensis ガラパゴスザメ)
- Schwarzhai (Carcharhinus obscurus ドタブカ)
- Kragenhai (Chlamydoselachus anguineus ラブカ)
- Spitzkopf-Siebenkiemerhai (Heptranchias perlo エドアブラザメ)
- Stumpfnasen-Sechskiemerhai (Hexanchus griseus カグラザメ)
- Breitnasen-Siebenkiemerhai (Notorynchus cepedianus エビスザメ)
- Echinorhinus cookei コギクザメ
- Somniosus pacificus オンデンザメ
- Japanische Meersau (Oxynotus japonicus オロシザメ)
- Centrophorus acus タロウザメ
- Centrophorus squamosus モミジザメ
- Centrophorus tessellatus ゲンロクザメ
- Getrübter Engelhai (Squatina nebulosa コロザメ)
- Taiwanischer Engelhai (Squatina formosa タイワンコロザメ)
- Japanischer Sägehai (Pristiophorus japonicus ノコギリザメ)
- Rundkopf-Geigenrochen (Rhina ancylostoma シノノメサカタザメ)
- Großer Geigenrochen (Rhynchobatus djiddensis トンガリサカタザメ)
- Okamejei kenojei コモンカスベ
- Okamejei schmidti ツマリカスベ
- Igelrochen (Urogymnus asperrimus イバラエイ)
- Taeniura meyeni マダラエイ
- Indo-Australischer Tüpfelrochen (Himantura uarnak ヒョウモンオトメエイ)
- Dasyatis sp. アリアケアカエイ
- Gymnura japonica ツバクロエイ
- Rhinoptera javanica ウシバナトビエイ
- Myliobatis tobijei トビエイ
- Gefleckter Adlerrochen (Aetobatus narinari マダラトビエイ)
- Mobula japanica イトマキエイ
- Mobula tarapacana タイワンイトマキエイ
- Mobula thurstoni ヒメイトマキエイ
- Riesenmanta (Manta birostris オニイトマキエイ)
- Riffmanta (Manta alfredi ナンヨウマンタ)
- Kaupichthys japonicus イワアナゴ
- Kaupichthys atronasus クロヒゲイワアナゴ
- Gorgasia japonica シンジュアナゴ
- Gorgasia taiwanensis アキアナゴ
- Stolephorus commersonnii ヤエヤマアイノコイワシ
- Pseudotrichonotus altivelis ホタテエソ
- Maroubra yasudai ダイダイヨウジ
- Hippichthys cyanospilos ハクテンヨウジ
- Hozukius emblemarius ホウズキ
- Sebastes matsubarae アコウダイ
- Sebastes alutus アラスカメヌケ
- Ursinoscorpaenopsis kitai クマカサゴ
- Luzonichthys whitleyi ソメワケミナミハナダイ
- Rabaulichthys suzukii ホカケハナダイ
- Plectranthias altipinnatus チゴハナダイ
- Tosanoides filamentosus イトヒキハナダイ
- Meganthias kingyo イトマンオオキンギョ
- Odontanthias flagris ハタタテハナダイ
- Pseudanthias taira リュウキュウハナダイ
- Pseudanthias venator クマソハナダイ
- Pseudanthias leucozonus シロオビハナダイ
- Aethaloperca rogaa クロハタ
- Gracila albomarginata タテスジハタ
- Epinephelus latifasciatus オオスジハタ
- Congrogadus subducens センニンガジ
- Neamia octospina ヤツトゲテンジクダイ
- Carangoides armatus ヨロイアジ
- Pentaprion longimanus タイワンサギ
- Gerres microphthalmus ヤマトイトヒキサギ
- Gerres akazakii セダカダイミョウサギ
- Plectorhinchus chrysotaenia ニジコショウダイ
- Plectorhinchus flavomaculatus オシャレコショウダイ
- Nemipterus tambuloides ジャバイトヨリ
- Chaetodon octofasciatus ヤスジチョウチョウウオ
- Chaetodon daedalma ユウゼン
- Genicanthus takeuchii ミズタマヤッコ
- Amblycirrhitus bimaculus フタホシゴンベ
- Sattelfleck-Anemonenfisch (Amphiprion polymnus トウアカクマノミ)
- Amblyglyphidodon ternatensis ニセクラカオスズメダイ
- Halichoeres leucurus アミトリキュウセン
- Halichoeres richmondi ゴシキキュウセン
- Iniistius verrens バラヒラベラ
- Chlorurus oedema コブブダイ
- Scarus obishime オビシメ
- Myoxocephalus polyacanthocephalus トゲカジカ
- Porocottus coronatus カンムリフサカジカ
- Podothecus Podothecus sachisachi トクビレ
- Aptocyclus ventricosus ホテイウオ
- Zoarchias hosoyai ノトカズナギ
- Zoarchias neglectus コモンイトギンポ
- Stanulus talboti ツマリギンポ
- Andamia reyi カンムリヨダレカケ
- Enchelyurus kraussii クロギンポ
- Parenchelyurus hepburni カラスギンポ
- Pseudapocryptes elongatus ホコハゼ
- Achilles-Doktorfisch (Acanthurus achilles アカツキハギ)
- Verasper moseri マツカワ
- Torquigener albomaculosus アマミホシゾラフグ

## Lokal gefährdete Populationen (LP)

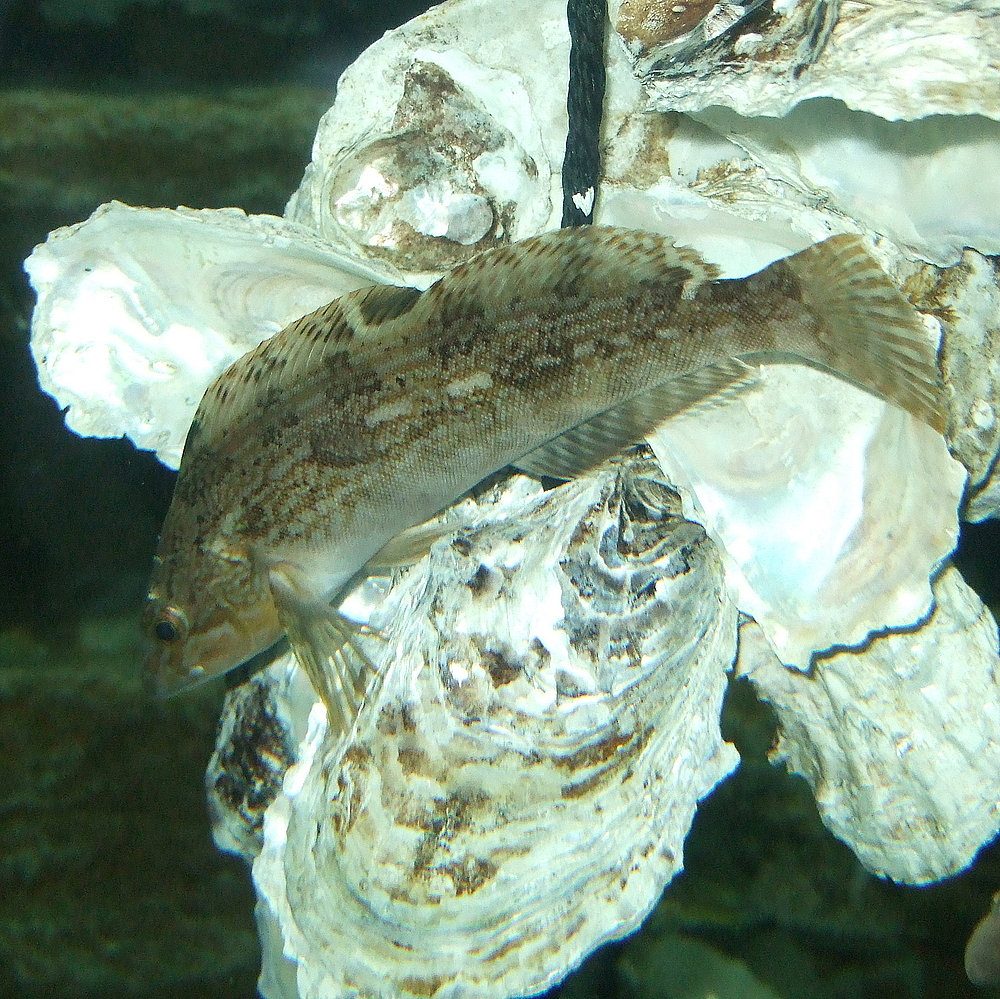
Hexagrammos otakii

2 Arten:

- Urocampus nanus オクヨウジ, Okinawa Hontō
- Hexagrammos otakii アイナメ, Seto-Inlandsee